# دانشگاه فرانسیس ماریون
دانشگاه فرانسیس ماریون (انگلیسی: Francis Marion University) یک دانشگاه دولتی در نزدیکی فلرنس، کارولینای جنوبی است. این نام به افتخار سرتیپ جنگ انقلاب آمریکا فرانسیس ماریون گرفته شده‌است.
قدمت این دانشگاه به سال ۱۹۵۷ برمی گردد، زمانی که دانشگاه کارولینای جنوبی یک کالج سال اولی را در اتاق زیرزمین کتابخانه شهرستان فلورانس راه اندازی کرد. چند سال بعد، در سال ۱۹۶۱، USC-Florence در زمین اهدایی خانواده والاس در شش مایلی شرق فلورانس، کارولینای جنوبی راه اندازی شد. گروهی از شهروندان منطقه فلورانس که از این موفقیت‌ها برخوردار بودند، به تلاش برای ایجاد دانشگاهی چهار ساله در فلورانس ادامه دادند تا امکان دسترسی بهتر به آموزش عالی برای مردم آن منطقه فراهم شود. USC-F موجود پایه ای آشکار برای یک مؤسسه جدید بود. پس از چندین سال لابی، فرماندار رابرت ای. مک نیر قانون ایجاد کالج فرانسیس ماریون را امضا کرد که از ۱ ژوئیه ۱۹۷۰ اجرایی شد. کالج تازه تأسیس فرانسیس ماریون در ابتدا ۹۰۷ دانشجو از ۲۳ استان از ۴۶ شهرستان کارولینای جنوبی را ثبت نام کرد.